# Usina Hidrelétrica São Domingos

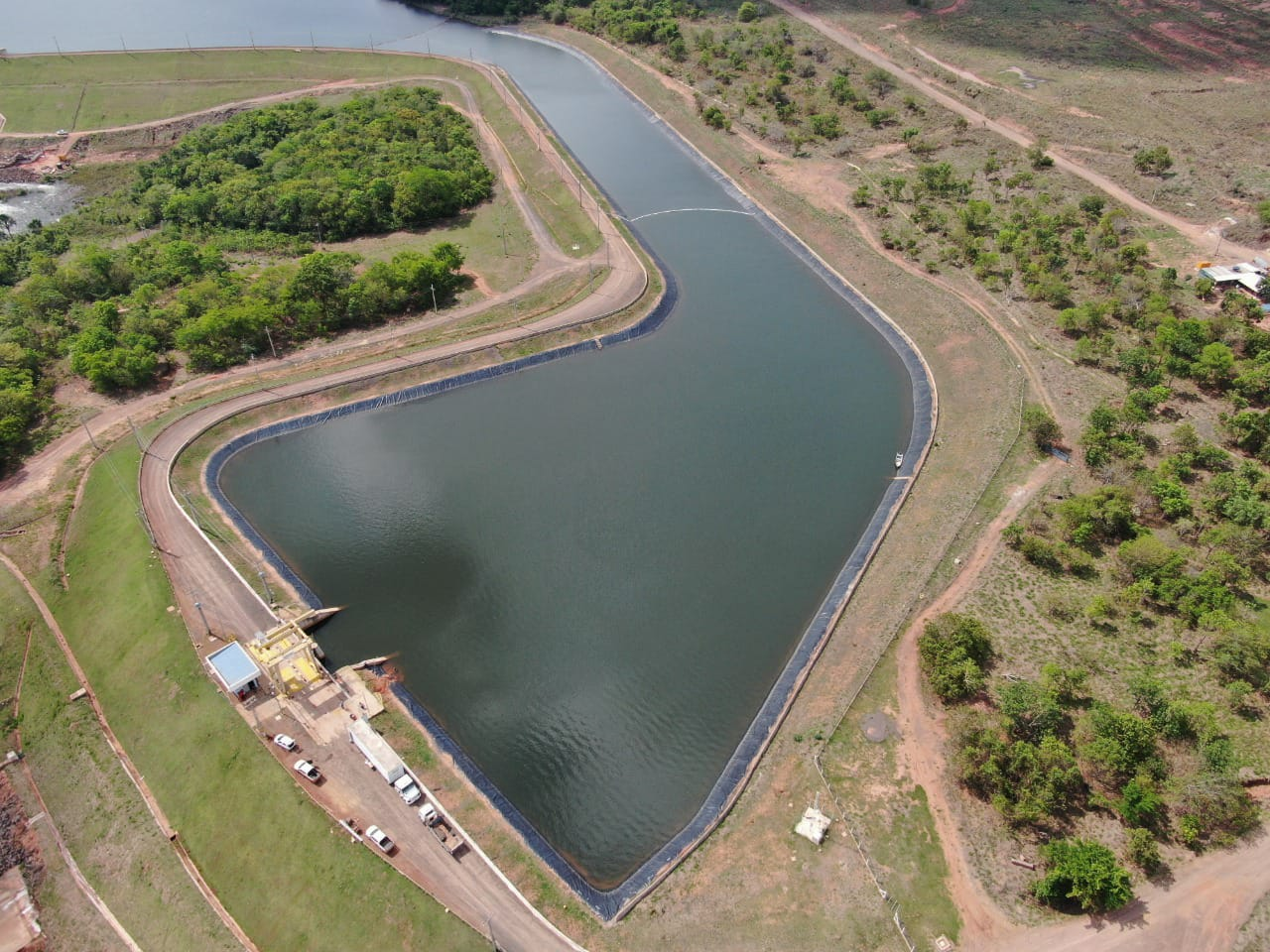
Imagem aérea do canal de adução da Usina Hidrelétrica São Domingos.

A Usina Hidrelétrica de São Domingos está localizada no estado do Mato Grosso do Sul, no município de Água Clara (a 180 km de Campo Grande) e Ribas do Rio Pardo (a 102 km de Campo Grande), no Rio Verde, bacia do Rio Paraná.

## Características
Ver também: Lista de usinas hidrelétricas do Brasil e Lista de barragens do Brasil
Entrou em operação em 2012 e tem uma capacidade instalada de 48 MW. Pertence à estatal Eletrosul Centrais Elétricas S.A, sendo a partir de sua construção a maior usina hidrelétrica do Estado do Mato Grosso do Sul.

## Dados técnicos

### Concepção geral
A Usina Hidrelétrica São Domingos possui, em sua concepção, uma barragem, um vertedouro em concreto com duas comportas segmento junto ao corpo da barragem, um canal de fuga de 400 m de extensão, dois condutos forçados de 5,25 m de diâmetro, uma casa de força - onde estão instaladas duas unidades geradoras -, uma subestação e uma linha de transmissão de 138 KV que se conecta a cidade de Água Clara, MS.

### Barragem
A barragem é construída em solo compactado, impermeabilizada a montante com geomembrana. Possi 1600 m de extensão e altura máxima de 26 m.

### Lago da represa
O lago formado à montante da usina é formado na cota 345 m a nível do mar, possui 17 km² de espelho d'água e profundidade média de 25 m.

### Potência instalada[2]
A usina dispõe de duas turbinas Kaplan de capacidade 24 MW cada, sendo 48 MW de potência total instalada.